# Hedda Kvalvåg
Hedda Kronstrand Kvalvåg (* 25. Juli 2002) ist eine norwegische Leichtathletin, die sich auf den Dreisprung spezialisiert hat.

## Sportliche Laufbahn
Erste Erfahrungen bei internationalen Meisterschaften sammelte Hedda Kvalvåg im Jahr 2018, als sie bei den U18-Europameisterschaften in Győr mit einer Weite von 11,90 m in der Dreisprungqualifikation ausschied. 2021 belegte sie dann bei den U20-Europameisterschaften in Tallinn mit 13,00 m den achten Platz.
In den Jahren 2020 und 2021 wurde Kvalvåg norwegische Meisterin im Dreisprung im Freien sowie 2022 in der Halle.

## Persönliche Bestleistungen
- Dreisprung: 13,33 m (+0,9 m/s), 3. Juli 2021 in Mannheim
  - Dreisprung (Halle): 13,15 m, 5. Februar 2022 in Ulsteinvik